# Милица Мандић
Милица Мандић (Београд, 6. децембар 1991) српска је репрезентативка у теквонду и чланица теквондо клуба Галеб. Двострука олимпијска шампионка у теквондоу у категорији преко 67 кг на играма 2012. и 2020. године. Тренира је Драган Јовић.

## Спортска каријера
На Летњим олимпијским играма 2012. године такмичила се у категорији преко 67 kg у којој је освојила златну медаљу, након победа над Таталигом Кроли (1 рунда: 16-2), Маријом Еспинозом (ЧФ: 6-4), Анастасијом Баришњиковом (ПФ: 11-3) и Ан Каролин Граф (Ф: 9-7).
То је трећа медаља коју је Србија освојила на Летњим олимпијским играма 2012. године и прва златна откако Србија учествује као самостална држава.
Крајем 2012. године Олимпијски комитет Србије прогласио ју је за најбољу спортисткињу, а добила је и „Златну значку“ дневног листа Спорт.
У мају 2013. године Милица је освојила златну медаљу у категорији до 73 килограма, на Отвореном првенству Шпаније у Аликантеу. На Медитеранским играма у Мерсину за своју земљу освојила је сребрну медаљу.
Почетком маја 2014, окитила се сребрном медаљом на континенталном шампионату, које се одржавало у Бакуу. Редом је побеђивала: Марину Тадејеву (13:1), Елпиду Димитропулу (13:5), а у полуфиналу Александру Кжемјенецку (10:2). У финалу губи од Иве Радош (6:3). На турниру Г1 у Аустрији осваја златну медаљу. У првом колу побеђује Суде Булут (4:1), затим Зузану Пијетке (13:0), а у полуфиналу Фуркану Ајдин (6:4). У финалу побеђује Решмие Огинк на златни бод. У Лозани на турниру Г1 такође осваја златну медаљу. Редом је победила: Аурелију Санфилипо (7:1), Иву Радошин на златан бод, а у финалу опет Решмие Огинк на златан бод. На позивном турниру Г4 у Кини окитила се бронзаном медаљом. Победила је: Мелду Акцан (6:2), затим Донгуа Ли (3:2), а у четвртфиналу Решмие Огинк (5:1). У полуфиналу изгубила је од Брисаиде Акосте (7:1). Ово је био уједно и први турнир на којем се уручују новчане награде, па је Милица добила 1.000 $. На турниру Г2 категорије у Кореји у финалу победила је Ферузуа Јергешову (9:0).
Другу златну медаљу је освојила на Летњим олимпијским играма 2020. године у Токију, а такмичила се у категорији преко 67 kg, победила је у финалу Дабин Ли из Јужне Кореје са 10:7.

## Награде

### Друге награде
- 2012: Награда Браћа Карић
- 2022: Награда Браћа Карић